# Mae Faggs
Aeriwentha „Mae” Faggs, później Starr (ur. 10 kwietnia 1932 w Mays Landing w stanie New Jersey, zm. 27 stycznia 2000 w Woodlawn w stanie Ohio) – amerykańska lekkoatletka specjalizująca się w biegach sprinterskich, trzykrotna uczestniczka letnich igrzysk olimpijskich (Londyn 1948, Helsinki 1952, Melbourne 1956), dwukrotna medalistka olimpijska w sztafecie 4 × 100 metrów (1952 – złota, 1956 – brązowa). 

## Sukcesy sportowe
- mistrzyni Stanów Zjednoczonych w biegu na 100 jardów – 1955
- mistrzyni Stanów Zjednoczonych w biegu na 100 m – 1956
- dwukrotna mistrzyni Stanów Zjednoczonych w biegu na 200 m – 1954, 1956
- mistrzyni Stanów Zjednoczonych w biegu na 200 jardów – 1955[1]
- sześciokrotna halowa mistrzyni Stanów Zjednoczonych w biegu na 200 jardów – 1949, 1950, 1951, 1952, 1954, 1956[2]
- czterokrotna rekordzistka Stanów Zjednoczonych w sztafecie 4 × 100 metrów[3]

| Rok  | Miasto    | Zawody                   | Konkurencja                      | Wynik                     |
| ---- | --------- | ------------------------ | -------------------------------- | ------------------------- |
| 1952 | Helsinki  | igrzyska olimpijskie     | sztafeta 4 × 100 m bieg na 100 m | złoty medal 6. miejsce    |
| 1955 | Meksyk    | igrzyska panamerykańskie | sztafeta 4 × 100 m bieg na 100 m | złoty medal srebrny medal |
| 1956 | Melbourne | igrzyska olimpijskie     | sztafeta 4 × 100 m               | brązowy medal             |

## Rekordy życiowe
- bieg na 100 metrów – 11,7 – 1952
- bieg na 200 metrów – 24,2 – 1956